# 1070年代
1070年代（せんななじゅうねんだい）は、西暦（ユリウス暦）1070年から1079年までの10年間を指す十年紀。

## できごと

### 1071年
- 東ローマ帝国、マンツィケルトの戦いでセルジューク朝に大敗、小アジアにトルコ人が侵入。

### 1073年
- 後三条天皇譲位。第72代白河天皇即位。

### 1077年
- カノッサの屈辱。ルーム・セルジューク朝が成立。